# Asturias Semanal
Asturias Semanal fue una revista de periodicidad semanal creada en 1969 por Graciano García (más tarde presidente de la Fundación Príncipe de Asturias), y que fue su director hasta su cierre en 1977. Tuvo gran difusión tanto dentro Asturias como entre las comunidades de emigrantes.
En los ocho años que duró la publicación obtuvo cierto prestigio y consiguió tener una influencia política y social fuera de discusión, proporcionando una plataforma comunicativa a la alternativa democrática.

## Historia
El origen de Asturias Semanal se remonta a los encuentros de Graciano García con el constructor Enrique Rubio Sañudo, cercano al régimen de Franco. Según Xuan Cándano, García le propuso a este último que se convirtiese en editor de una revista. Rubio Sañudo, sin experiencia previa en medios de comunicación, tenía sin embargo interés en un medio afín que le ayudara en su carrera a la presidencia del Real Oviedo. Así, acordaron la fundación de la revista, que se volcaría con el equipo de fútbol ovetense con tal de que el empresario no entrara en la línea editorial o informativa de la publicación.
La revista se fundó en un contexto en el que el discurso mediático en Asturias era afín al franquismo. Para el equipo de la revista, Graciano García fue capaz de reunir a varios periodistas jóvenes y entusiastas. Convirtió la redacción en un punto de encuentro de opositores a la dictadura. Fueron frecuentes las multas y el secuestro de números. En alguna ocasión llegó a entrar la policía en la redacción, teniendo los periodistas que esconderse debajos de los medios.
El 16 de noviembre de 1974, con el número 284, inició su andadura la sección Conceyu Bable, en la que se hacía uso de la lengua asturiana y que dio nombre a la asociación que se legalizó en 1976 y que sería el punto de partida de todo el movimiento cultural y político por la recuperación y normalización de la lengua en esta Comunidad. En dicha sección escribieron autores como Xuan Xosé Sánchez Vicente, Lluis Xabel Álvarez y Xosé Lluis García Arias.
Asturias Semanal dejó de publicarse en junio de 1977. En su último número se promocionó electoralmente Enrique Rubio Sañudo, su editor.